# Léon Bronckaert
Léon Auguste Marie Bronckaert (ur. 28 czerwca 1893, data i miejsce śmierci nieznane) – belgijski gimnastyk, medalista olimpijski.
W 1920 r. reprezentował barwy Belgii na letnich igrzyskach olimpijskich w Antwerpii, zdobywając brązowy medal w ćwiczeniach z przyrządem drużynowo. 